# 스티븐 애들러
스티븐 애들러(영어: Steven Adler, 1965년 1월 22일 ~ )는 미국의 음악가이다. 그는 하드 록 밴드 건즈 앤 로지스의 드러머이자 공동 작곡가로, 1980년대 후반 밴드와 함께 전 세계적인 성공을 거두었다.
애들러는 1990년 헤로인 중독 문제로 인해 건즈 앤 로지스에서 해고되었으며, 이후 건즈 앤 로지스 결성 이전에 활동했던 밴드 로드 크루를 재결성하고 잠시 동안 불렛보이즈에 합류했다. 2000년대에는 애들러스 어페타이트의 드러머로 활동했으며, 2012년부터는 애들러라는 밴드에서도 같은 역할을 맡았다. 2017년 초, 그는 더 이상 밴드를 계속할 의사가 없다고 밝혔고, 관객이 적은 공연에 출연하는 데 흥미를 느끼지 못한다는 이유로 밴드가 해체되었음을 알렸다.
그는 2012년 건즈 앤 로지스의 일원으로 로큰롤 명예의 전당에 헌액되었다.

## 음반 목록

### 건즈 앤 로지스
- Appetite for Destruction (1987)
- G N' R Lies (1988)